# スポーツ中国
スポーツ中国（スポーツちゅうごく）は、中国新聞社が1964年から1965年に発行したスポーツ新聞である。

## 概要
1963年、当時の中国新聞社長・山本正房は、役員会で「スポーツ紙の発行を目指す」ことを命令。1964年の東京オリンピックへ向けた取り組みの一環としてとらえたものの、当初は役員会でもスポーツ紙の発行については抵抗があったが、社内にスポーツ整理部を設置し、平岡敬（のちの広島市長）を整理部長に就任させるが、平岡は「なぜスポーツ紙を出さなくてはいけないのか」と度々山本と対立したがその後平岡が折れ、1964年1月25日に創刊（即売定価1部5円）され、広島カープを中心とした中国地方のスポーツニュースを掲載した。
しかし、平岡はのちに中国新聞社長・会長となった山本朗の回想を基として掲載された中国新聞の記事「信頼」のインタビューで「共同通信社提供の記事は本紙優先であり、中国新聞と提携する友好新聞社からも記事がなかなか届かないといったハンデがあり、スタッフは連日7人の少数精鋭で明け方まで紙面づくりに奔走した」という。
その年の冬のボーナス交渉で、同紙の発行に際しての赤字額が2890万円に達したとして、経費が17%増となり、中国新聞の労働組合は、「経営者は何千万円もの損害を与えてでも、のほほんと会社にいるつもりなのか」とクレームをつけた。そのため、中国新聞社の審議室を中心として、今後の「スポーツ中国」の発行について検討を重ねたが、1964年12月18日に廃刊を決定。創刊から1年が経過した1965年1月31日の370号をもって「スポーツ中国」は正式に廃刊となった。
その後は、中国新聞本体のスポーツ面の拡充に努めるとともに、1967年12月に、神戸新聞社の関連会社「デイリースポーツ社」が発行するデイリースポーツの中四国地方向けの新聞発行・発売するための直営会社「四国デイリースポーツ社」（高松市）を設立、中国新聞社はデイリースポーツからの受託により、廿日市市の中国新聞広島印刷センターと、広島市の関連会社・中国印刷の2か所で、広島版（広島県・山口県の全域と鳥取県・島根県・福岡県の一部地域向け）を発行、新聞販売店からの宅配も受託している。またこれとは別に中国新聞広島印刷センターで日刊スポーツ新聞西日本からの受託で、日刊スポーツのうち、山口県西部を除いた中国地方各地に向けた大阪本部版の新聞を発行している。